# Alexander Peil
Alexander Peil (* 14. Oktober 1989) ist ein deutscher Boxer.

## Karriere
Alexander Peil wurde Westdeutscher Meister der Amateure.
Sein Profidebüt bestritt er mit einem Punktsieg gegen den Polen Lusaz Zygmunt im November 2015.
Die nächsten fünf Profikämpfe bestritt er im Jahr 2016, die er alle gewann. 2017 folgten drei weitere Kämpfe, die er ebenfalls für sich entscheiden konnte.
Im März 2018 besiegte er den Ungarn Tibor Varga im Kampf um den GBU-Titel im Cruisergewicht durch technischen Knockout in der 8. Runde.
Er verlor nach Punkten im Juni 2018 gegen Artur Mann um den WBO-Titel seiner Gewichtsklasse.

## Profi-Bilanz
| 10 Siege (6 K.-o.-Siege), 0 Niederlagen, 1 Unentschieden |                   |                      |                                     | |
| Profikampf                                               | Datum             | Gegner               | Veranstaltungsort                   | Ergebnis |
| 1                                                        | 21. November 2015 | Lukasz Zygmunt       | TUI Arena, Hannover                 | Sieg / Punktsieg                                                                                                  |
| 2                                                        | 9. Januar 2016    | Ivan Brkljaca        | Baden-Arena, Offenburg              | Sieg / Punktsieg                                                                                                  |
| 3                                                        | 9. April 2016     | Patrick Linkert      | MBS Arena, Potsdam                  | Sieg / Punktsieg                                                                                                  |
| 4                                                        | 16. Juli 2016     | Igor Pylypenko       | Max Schmeling Halle, Berlin         | Sieg / KO 4. Runde                                                                                                |
| 5                                                        | 1. Oktober 2016   | Grigol Abuladze      | Jahnsportforum, Neubrandenburg      | Sieg / KO 2. Runde                                                                                                |
| 6                                                        | 3. Dezember 2016  | Branislav Plavsic    | Ufgauhalle, Karlsruhe               | Sieg / KO 1. Runde                                                                                                |
| 7                                                        | 11. März 2017     | Ramazi Gogichashvili | Friedrich-Ebert-Halle, Ludwigshafen | Sieg / Punktsieg                                                                                                  |
| 8                                                        | 13. Mai 2017      | Hamza Wandera        | Ufgauhalle, Karlsruhe               | Sieg / TKO 7. Runde                                                                                               |
| 9                                                        | 8. Juli 2017      | Mikheil Khutsishvili | Friedrich-Ebert-Halle, Ludwigshafen | Sieg / TKO 3. Runde                                                                                               |
| 10                                                       | 3. März 2018      | Tibor Varga          | Ufgauhalle, Karlsruhe               | Sieg / TKO 8. Runde GBU kontinentaler Cruisergewichts-Titelkampf                                                  |
| 11                                                       | 2. Juni 2018      | Artur Mann           | Swiss Life Hall, Hannover           | Niederlage nach Punkten WBO Internationaler Cruisergewichts-Titelkampf Verteidigungskampf kontinentaler GBU-Titel |